# Jethro Tull (agronomo)
Jethro Tull (IPA: [ˈdʒɛθɹoʊ tʌl]; Basildon, 1674 – Hungerford, 21 febbraio 1741) è stato un agronomo e inventore britannico; pioniere della moderna agricoltura e inventore, nel 1701, della prima seminatrice meccanica, contribuì all'avvio della rivoluzione agricola britannica.

## Biografia

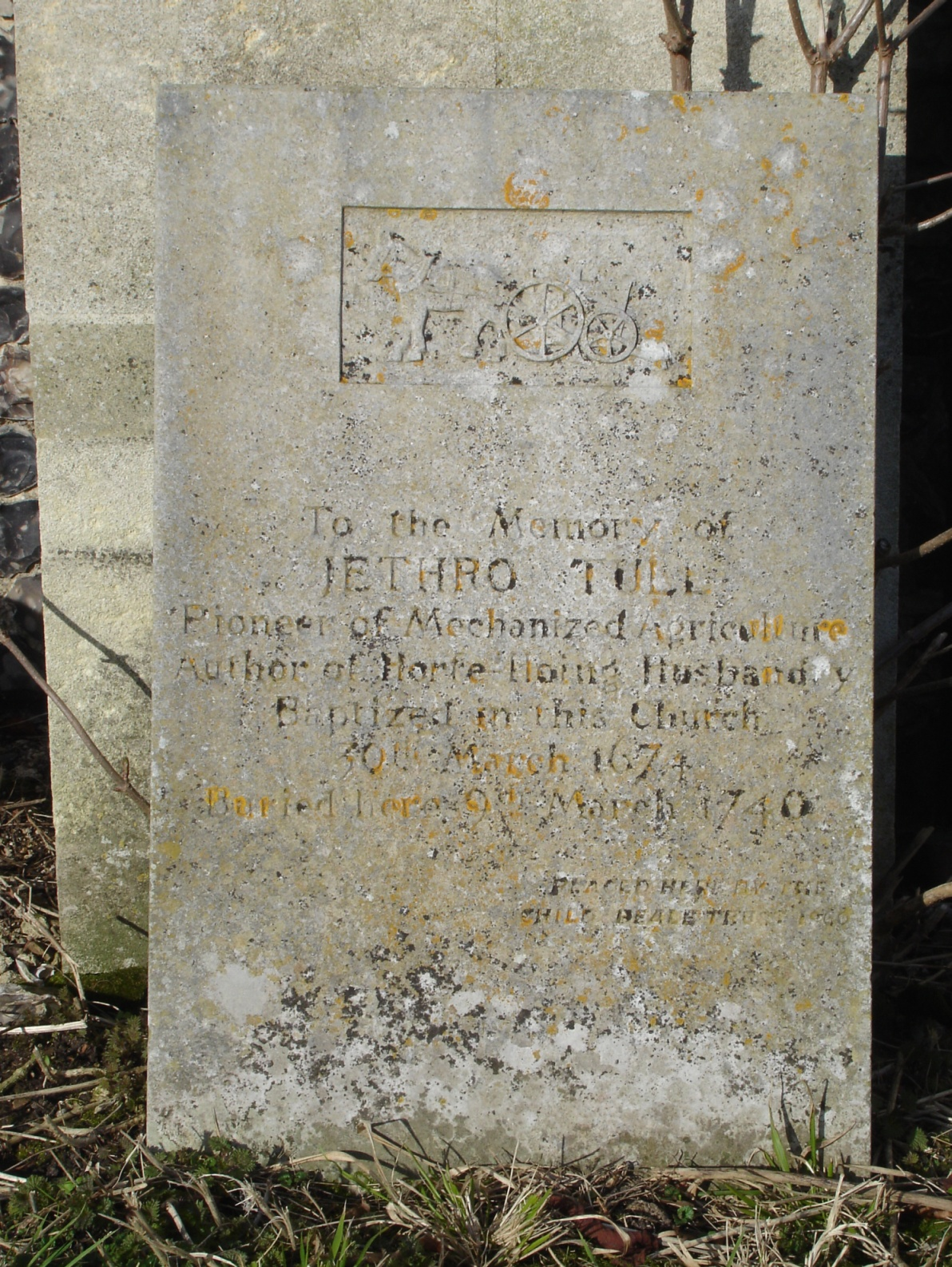
Lapide di Tull nel sagrato di San Bartolomeo.

Originario della contea di Berkshire, Tull studiò al St John's College dell'Università di Oxford, ed è considerato uno dei fautori del metodo scientifico e in particolare dell'empirismo in agricoltura.

## Invenzioni
Ha contribuito a trasformare le pratiche agricole inventando o migliorando numerosi strumenti, il più importante dei quali fu la seminatrice, inventata nel 1701 quando viveva a Crowmarsh Gifford.

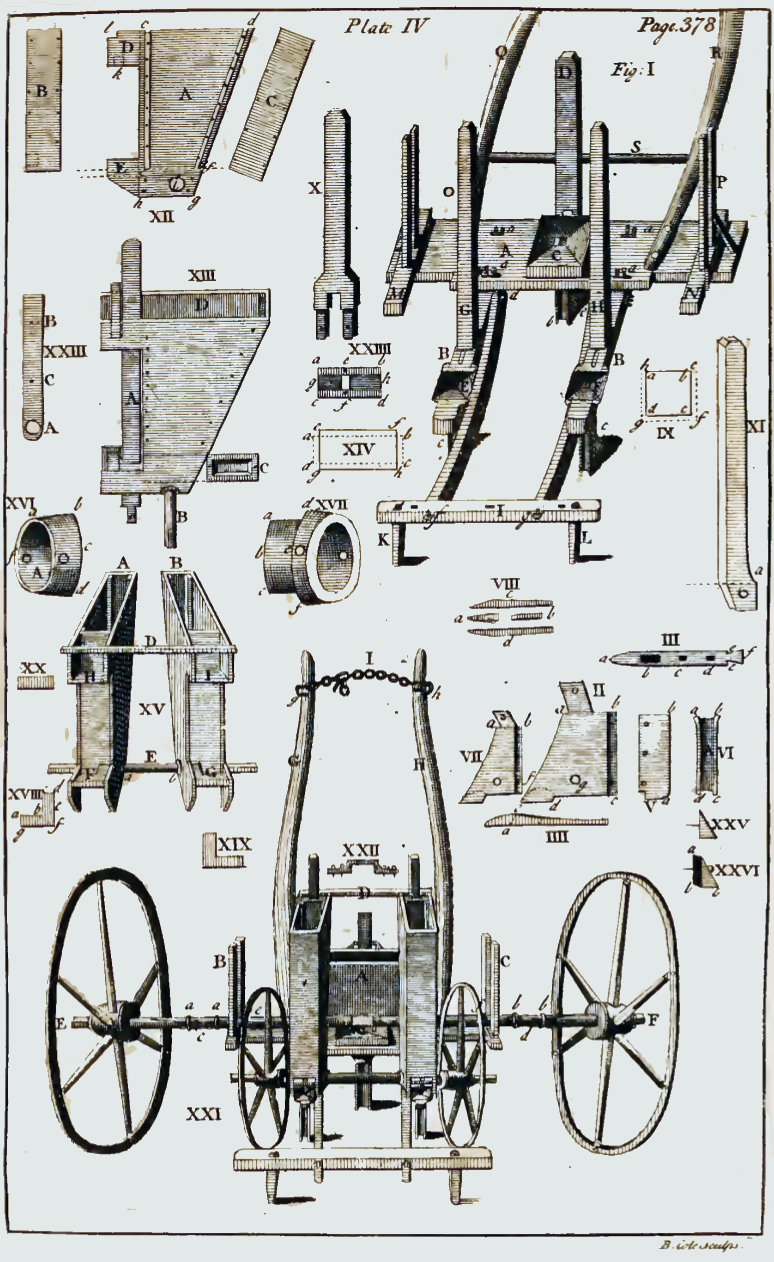
Jethro Tull's Seed drill,
(Horse-hoeing husbandry,
4th edition, 1762)

### Seminatrice
Prima di questo sistema meccanico, i grani erano sparsi a mano e germinavano solo sulla superficie del terreno. La macchina di Tull migliorò considerevolmente questo principio: facendo un foro a una profondità specifica, depositando un seme e ricoprendo tutto alla fine dell'operazione, la seminatrice poteva trattare tre file alla volta. Il risultato immediato fu un aumento del tasso di germinabilità e un raccolto aumentato fino all'800%.
Tull era favorevole all'utilizzo dei cavalli al posto dei buoi e inventò una macchina tirata da un cavallo per pulire la terra ed eliminare le piante infestanti. Questa innovazione divenne il soggetto del suo libro: New Horse Hoeing Husbandry pubblicato nel 1731.

## Musica
Il famoso gruppo omonimo ha preso ispirazione per il suo nome dall'agronomo.

## Opere
- (EN) Horse-hoeing husbandry, London, Andrew Millar, 1762.